# Tubravić
Tubravić (cyr. Тубравић) – wieś w Serbii, w okręgu kolubarskim, w mieście Valjevo. W 2011 roku liczyła 319 mieszkańców.